# Biuro Badań Technicznych Saperów
Biuro Badań Technicznych Saperów – instytucja naukowo-doświadczalna Wojska Polskiego w II Rzeczypospolitej.
Biuro Badań Technicznych Saperów zorganizowane zostało w listopadzie 1934 roku . Prowadziło prace techniczno-badawcze
dla potrzeb wojsk saperskich i innych broni w zakresie sprzętu zaopatrzenia saperskiego . 

## Struktura biura
Struktura organizacyjna w 1934 :
- kierownictwo i sekretariat
- dział projektów i konstrukcji
- dział warunków technicznych
- dział administracyjno-handlowy
- laboratorium

## Obsada personalna biura
Pokojowa obsada personalna biura w marcu 1939 roku:
- kierownik biura – ppłk Leopold Adam Górka
- kierownik działu – mjr Wacław Jakucuk
- kierownik referatu – por. Zygmunt Dionizy Plutecki
- kierownik działu technicznego – mjr inż. Stanisław Jerzy Derejski
- kierownik referatu – kpt. inż. Marian Józef Kwiatkowski
- kierownik referatu – kpt. Mieczysław Siekierko
- kierownik laboratorium mechaniczno-technicznego – mjr inż. Józef Tuzinkiewicz